# 三月，七日。
《三月，七日。》是由所著的輕小說，並獲得第三屆娛樂大賞戲劇企畫部門優秀獎。

## 故事簡介
從廣島搬至東京的宮島七日在到東京那天，因為父親跳下鐵軌救女兒而死亡。另一方面，澀谷三月努力成為好學生而成為學生會會長。這兩人，在同一所高中相遇……

## 人物
宮島七日（Nanoka Miyajima）
故事的女主角，家住在廣島到東京來的普通科一年級學生。
受到當到宿舍舍監操的青睞，接任成為舍監‥‥‥
和三月是雙胞胎兄妹，第二卷把姓氏換回「澀谷」
澀谷三月（Sangatsu Shibutani）
故事的男主角，升學科一年級學生，學生會會長。
和七日是雙胞胎兄妹。
在七日、真希和母親面前才會顯示真面目：第一人稱是「俺」，性格散悶；其餘時間都是表現得像乖孩子。
藤井真希（Maki Fujii）
升學科一年級學生，是三月的同班同學。
羽住海里（Kairi Hazumi）
升學科的保健室老師。
澀谷彌生（Yayoi Shibutani）
三月七日的母親。
岸直美（Naomi Kishi）
與七日同樣住在女生宿舍的普通科一年級學生。
東山操（Misao Higashiyama）
藝術科三年級學生，故事開始時是女生宿舍的舍監。

## 外部連結
- （繁體中文） 三月、七日，青文出版社的簡介及試閱
- （繁體中文） 三月，七日。～在那之後的故事～，青文出版社的簡介及試閱。